# Claes Janssen
Claes Fredrik Janssen, född 26 januari 1940, är en svensk psykolog och författare. 
Hans forskargärning inleddes 1964 då Stockholms universitet fick en förfrågan från Svenska Filminstitutet om att utforska "viljan att censurera". Frågeställningen hade sitt ursprung i debatten om filmcensurens vara eller inte vara. Janssens forskning om ämnet pågick till 1975 då doktorsavhandlingen Personlig dialektik – självcensur, outsiderupplevelser och integration publicerades på Liber Förlag. Samma år blev Janssen docent i pedagogik vid Stockholms universitet. 
Kärnan i avhandlingen är Outsiderskalan, ett psykologiskt test som syftar till att bedöma en persons vilja eller ovilja att censurera. Detta syftar på att censurera sig själv och sina behov, censurera andra, censurera förhållanden runt honom eller henne eller förhållanden i samhället. Det centrala begreppet i sammanhanget är självcensur. I avhandlingen publiceras också ursprunget till teorin Förändringens fyra rum.   
I den första utgåvan av boken 1975 publicerades hela avhandlingen inklusive kapitel III, Psykometri. I den andra utgåvan 1981, Personlig dialektik, valde Liber att avstå från att publicera psykometrikapitlet med hänvisning till att det saknade allmänintresse. I kapitlet Psykometri som omfattar 80 sidor finns all den statistik tillsammans med alla de korrelationer till andra teorier och psykologiska tester som Janssen genomförde under första halvan av sjuttiotalet.
Efter avhandlingens publicering och erhållandet av en docentur vid Stockholms universitet fortsatte Janssen utvecklingsarbetet avseende teoribildningen Förändringens fyra rum och han har fram till år 2011 utgivit sju böcker i ämnet samt en romantrilogi som går under beteckningen Kärlekstrilogin.
Förändringens fyra rum och dess olika applikationer har vunnit stor svensk och internationell uppmärksamhet genom åren och vissa av Janssens texter och pedagogiska verktyg har översatts till mer än tio språk.
Två av Janssens böcker har också publicerats på engelska.
Begreppet Förändringens fyra rum är varumärkesskyddat i ett flertal länder, bland annat i alla länder i Europa samt i Nordamerika, Kina, Singapore och Australien. Det är också begreppen Fyrarummaren som är populärbeteckningen i Sverige samt Organisationsbarometern som är en av de mest använda applikationerna av Fyrarummarteorin.
Samtliga Janssens texter, tester, teorier och modeller är upphovsrättsskyddade. Trots detta har några "look-alikes" fått viss spridning framförallt på Internet. Dessa går under beteckningar som The Change House, House of Change och the Four Room Apartment.
Claes Janssen bor och verkar i Strängnäs kommun. 